# Kalksteingrube Auersmacher
Die Kalksteingrube Auersmacher ist ein Kalkstein-Bergwerk im Ortsteil Auersmacher der saarländischen Gemeinde Kleinblittersdorf. Das Bergwerk war die größte noch betriebene Kalksteingrube Europas und ist nach Einstellung des Steinkohlebergbaus im Juli 2012 die letzte noch aktive Grube im Saarland. Seit Ende 2017 arbeitet sie nur noch im Standby-Betrieb.

## Geschichte
Der Stollen der Grube wurde 1935 angehauen und förderte seither Kalkstein im Bohr- und Sprengbetrieb. Der Kalk wird vom Gesellschafter der Grube, der heutigen Roheisengesellschaft Saar mbH (Rogesa), bei der Roheisenerzeugung in deren Sinteranlagen in Dillingen/Saar eingesetzt. 
Zum Ende wurden rund 1.500 Tonnen täglich und ca. 360.000 Tonnen jährlich im Zweischicht-Betrieb gefördert. Das Material wurde mit einem Förderband bergab zur Verladeanlage an der Saar und von dort per Güterzug entlang der Saar nach Dillingen transportiert.
Die Einstellung der planmäßigen Förderung war für 2018 geplant. Die letzten Kalksteine per Güterzug wurden am 30. Dezember 2017 nach Dillingen geliefert. Seit 2018 kommt der Kalk für die Hochöfen der Roheisengesellschaft Saar mbH (Rogesa) mit Güterzügen aus dem französischen Dugny-sur-Meuse. Die Kalksteingrube Auersmacher wird seit Ende 2017 nur noch als Standby bereitgehalten. Der abgebaute Kalk wird dann bei Bedarf per LKW von Auersmacher nach Dillingen gefahren.

## Zwischenfälle
2002 kam es zu einem großflächigen

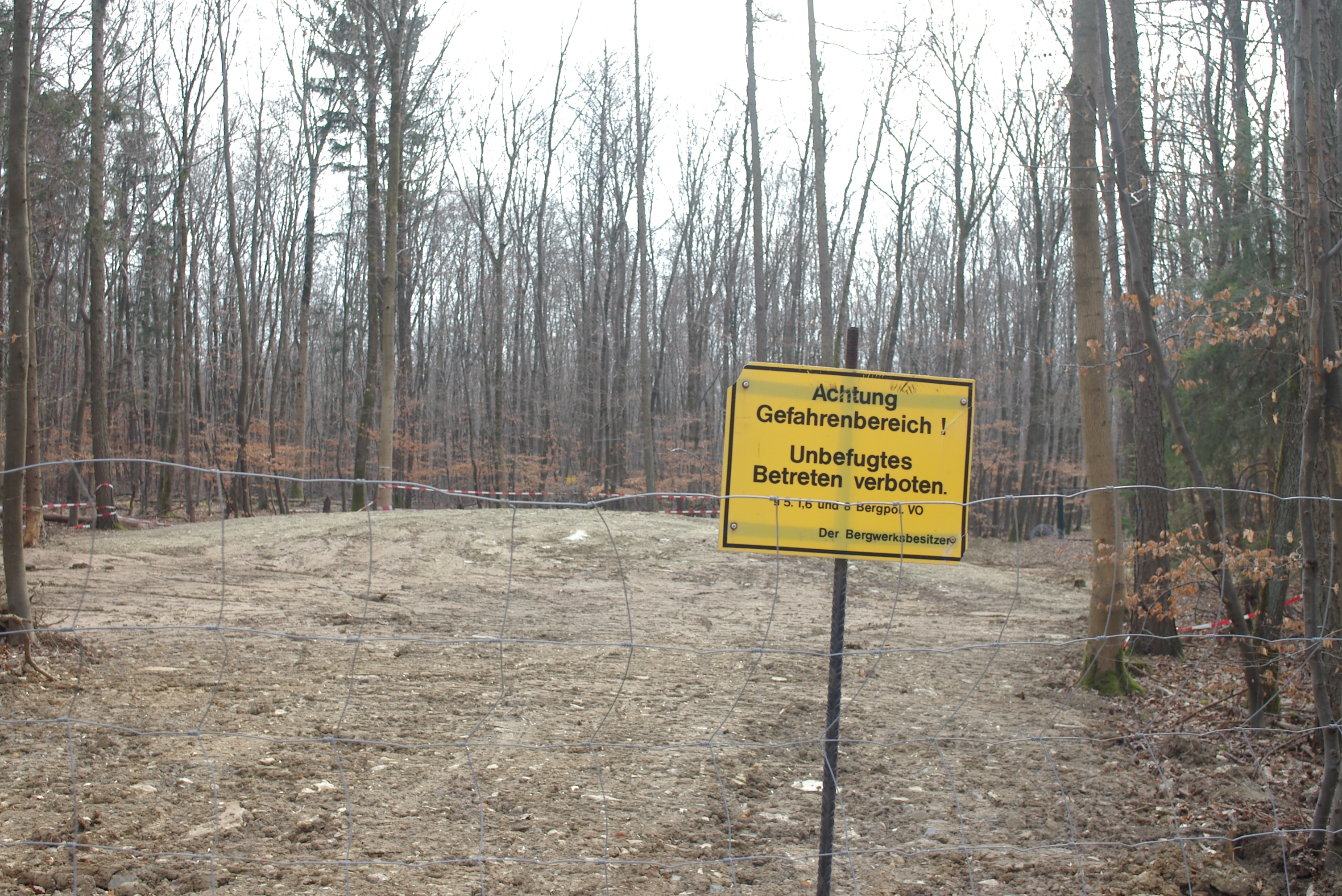
Aufgrund des Kalksteinabbaus unter dem Wald war es 2002 zu einem tiefen Krater gekommen.

offenen Grubenbrand. 2009 löste sich ein ca. 50 Meter hoher Paläokarst und riss ein Loch in den Boden. Dieses wurde 2011 mit Bodenaushub des Baufeldes zur Errichtung der Saarland Therme verfüllt.